# Vikram Seth
Vikram Seth (विक्रम सेठ), född 20 juni 1952 i Calcutta, Indien, är en indisk författare.
Vikram Seth har studerat vid Oxford University, Stanford University och Nanjing University. Han slog igenom 1986 med  The Golden Gate: A Novel in Verse och har därefter ett mångskiftande författarskap som inbegriper barnböcker, reseskildringar, biografier, dikter och libretton. Hans roman An Equal Music (Kärlekens musik) blev en stor försäljningsframgång.

### Svenska översättningar
- Arion och delfinen (Arion and the Dolphin) (översättning Anna-Lena Wästberg, Eldmor, 1994)
- En lämplig ung man (A suitable boy) (översättning Thomas Preis, dikter översatta av Caj Lundgren, Forum, 1994)
- Kärlekens musik (An equal music) (översättning Britt Arenander, dikterna översatta av Caj Lundgren, Forum, 1999)
- Golden Gate (översättning Caj Lundgren, Forum, 2001)
- Två liv (översättning Dorothee Sporrong, Forum, 2006)

### Titlar på originalspråk
Romaner
- The Golden Gate (1986)
- A Suitable Boy, (1993)
- An Equal Music, (1999)

Lyrik
- Mappings  (1980)
- The Humble Administrator's Garden (1985)
- All You Who Sleep Tonight (1990)
- Beastly Tales (1991)
- Three Chinese Poets (1992)

Barnböcker
- Beastly Tales (1991)

Libretto
- Arion and the Dolphin (1994) för English National Opera

Fakta
- From Heaven Lake, (1983)
- Two Lives, (2005)